# Plynnon jaegeri
Plynnon jaegeri är en spindelart som beskrevs av Christa L. Deeleman-Reinhold 200. Plynnon jaegeri ingår i släktet Plynnon och familjen månspindlar. Inga underarter finns listade i Catalogue of Life.